# 杨启儒
杨启儒（1958年11月—），贵州黎平人。男，侗族。加入中国共产党。中央民族学院历史系中国少数民族史专业毕业。
2003年5月，任中共中央统战部四局局长。2009年11月，任中共中央统战部五局局长（2010年8月兼任中国光彩事业促进会副会长兼秘书长）。2015年7月，任全国工商联党组成员、专职副主席，中国民间商会副会长。
2008年，当选第十一届全国政协委员，代表特别邀请人士，分入第五十八组。2018年1月，当选第十三届全国政协委员。